# Krasnovolea, Liuboml
Krasnovolea (în ucraineană Красново́ля) este un sat în comuna Zapillea din raionul Liuboml, regiunea Volînia, Ucraina.

## Demografie
Componența lingvistică a localității Krasnovolea
     Ucraineană (99,17%)
     Alte limbi (0,83%)
Conform recensământului din 2001, majoritatea populației localității Krasnovolea era vorbitoare de ucraineană (99,17%), existând în minoritate și vorbitori de alte limbi.